# Mann umständehalber abzugeben oder Scheidung ist süß
Mann umständehalber abzugeben oder Scheidung ist süß (Serving Sara) ist eine US-amerikanische Filmkomödie von Reginald Hudlin aus dem Jahr 2002.
Alternativtitel sind Mann umständehalber abzugeben oder Scheiden ist süß und Scheiden ist süß – Serving Sara.

## Handlung
Joe Tyler arbeitet als Zusteller von amtlichen Dokumenten, darunter auch Vorladungen und Scheidungsklagen. Er hat Probleme damit, der in New York City ansässigen Engländerin Sara Moore die Klage ihres Ehemannes Gordon zu überreichen. Sein Chef Ray Harris betraut daher auch seinen Kollegen und Konkurrenten Tony mit dem Fall.
Tyler überreicht schließlich die Unterlagen, indem er sich als Mitarbeiter der Gasversorgung ausgibt und Sara in einem Haus überrascht. Sara erfährt, dass der Prozess in Texas stattfinden wird, wo Gordon wohnhaft ist. Sie könnte aufgrund der dortigen Rechtspraxis keine Abfindung bekommen. Sara bietet Tyler daher 10 % der erwarteten Abfindung von etwa 10 Millionen US-Dollar an, wenn er seine Unterlagen vernichtet und ihr hilft, Gordon stattdessen ihre eigene Scheidungsklage zu überreichen. Tyler willigt ein.
Tyler erzählt Sara unterwegs, dass er früher ein Anwalt war, jedoch diesen Beruf aufgab, als er einen Mafioso verteidigen musste. Daraufhin wurde er von seiner Freundin verlassen, die vor allem das Geld interessierte. Tyler träumt inzwischen davon, ein eigenes Weingut aufzubauen.
Gordon wird derweil vorgewarnt und taucht unter. Seine Geliebte schlägt Tyler vor, ihm für eine Beteiligung an der Abfindung den Zufluchtsort Gordons zu verraten. Tyler sagt, dies müsse mit Sara besprochen werden. Es stellt sich heraus, dass Gordons Geliebte mit Tony zusammenarbeitet, der Sara die Klage überreicht.
Tyler ist scheinbar geschlagen, doch dann stellt er fest, dass Tony zwar ein Foto mit seiner sichtbaren Armbanduhr als Beweis der Übergabe anfertigen ließ, aber die Uhrzeit nach der Zeitzone der Ostküste anzeigt. Dies verschafft Tyler Zeit, in der er Gordon findet und Saras Klage übergibt.
In der letzten Szene sieht man Tyler und die nun geschiedene Sara, die gemeinsam auf dem für die hohe Abfindung gekauften Weingut leben.

## Kritiken
„Die lahme Komödie setzt auf die Attraktivität der Hauptdarsteller, hat aber außer biederem Flachsinn und routiniertem Handwerk wenig zu bieten.“

„Regisseur Reginald Hudlin hat sich bei diesem albernen Klamauk offensichtlich zu sehr auf seine Hauptdarsteller verlassen. Doch bei der Fülle idiotischer Gags – meist unterhalb der Gürtellinie – konnten weder ,Friends‘-Star Matthew Perry noch Silikon-Püppchen Elizabeth Hurley viel reißen.“

## Hintergrund
Der Film wurde unter anderen in New York City, Los Angeles, Dallas und Fort Worth gedreht. Seine Produktionskosten betrugen schätzungsweise 29 Millionen US-Dollar. Der Film spielte in den Kinos weltweit ca. 20,1 Millionen US-Dollar ein, darunter ca. 16,9 Millionen US-Dollar in den USA.
Hauptdarsteller Matthew Perry offenbarte 2022 in seiner Autobiographie, dass er die Dreharbeiten des Films unterbrechen musste, um eine Entziehungskur zu machen, da er aufgrund seiner Kokain- und Opioidsucht nicht mehr arbeitsfähig war.